# Gynostemium

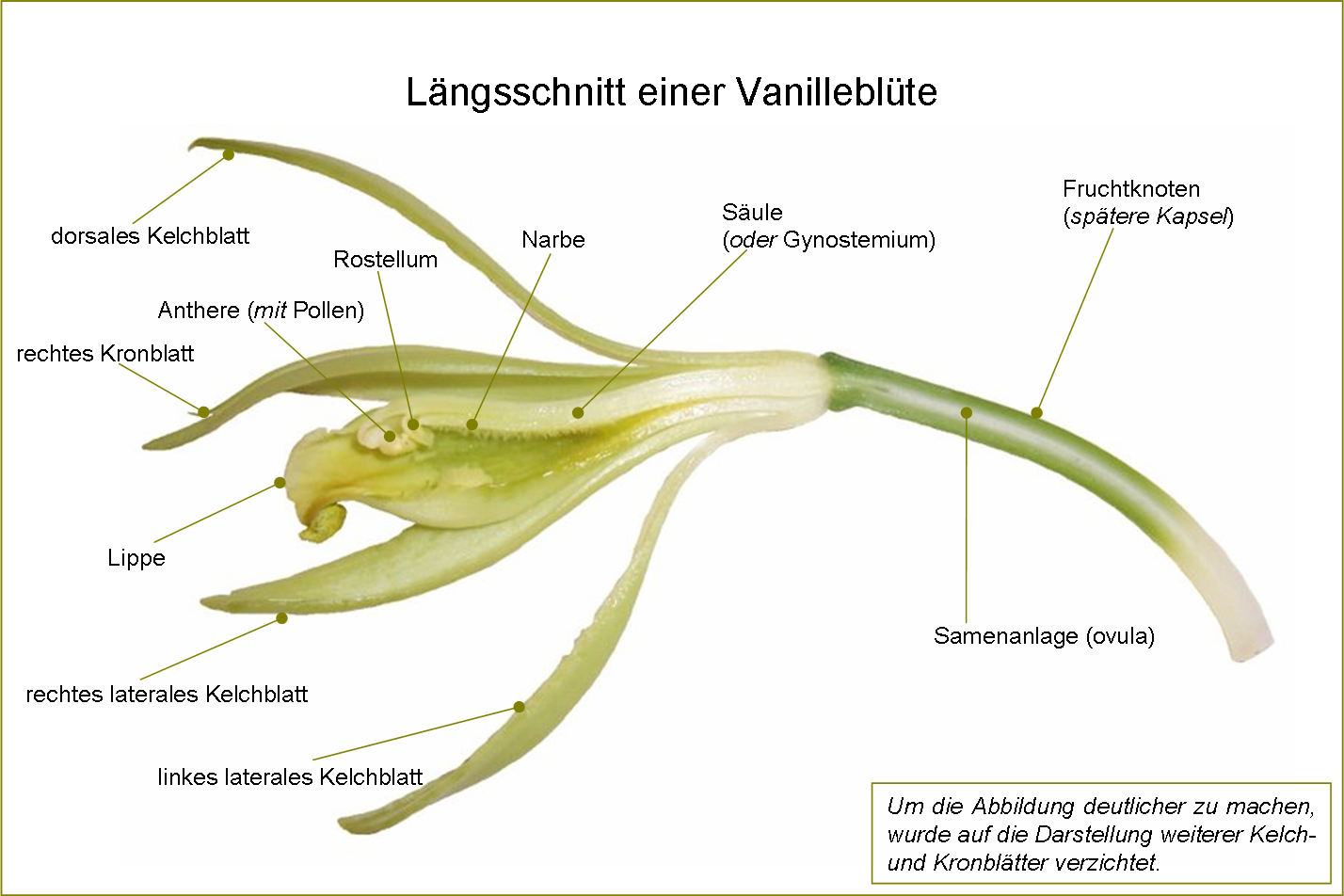
Längsschnitt einer Vanilleblüte mit Säule

Das Gynostemium (altgriechisch γυνή gyne „Frau“ und stemon „Aufzug“ oder „Kette am Webstuhl“), die Griffelsäule oder auch Säule, Säulchen und Gynandrium, Androstylium, ist ein spezielles, oft resupiniertes Blütenorgan bei Pflanzen. Es entsteht aus der Verwachsung eines oder mehrerer Staubblätter  mit dem Griffel und der Narbe. Um meistens eine Selbstbestäubung zu verhindern, werden hier das Androeceum und das Gynoeceum durch das Schnäbelchen, Trenngewebe (Rostellum) getrennt.
Ein Gynostemium kommt bei den Einkeimblättrigen nur bei Orchideen (dort wird es auch Columna genannt), Pauridia und Corsia vor, bei Zweikeimblättrigen findet es sich unter anderem bei den Schusspflanzen, Osterluzeigewächsen, Lopezia (Nachtkerzengewächse), den Apodanthaceae sowie den Rafflesiengewächsen. 
Bei der Columna der Orchideen können am oberen Ende auch paarige Stelidien, Säulenflügel, Fortsätze vorhanden sein. Oder es können kleine, seitliche Öhrchen, Läppchen (Auricle) vorhanden sein. Die Antheren können hier auch in einem Antherenfach, Schüssel (Clinandrium, Androclinium) im oberen Teil der Columna liegen. Auch können die Antheren mit einem Antherenschild (Operculum) bedeckt sein.
Speziell ist es bei den Schusspflanzen (Stylidium) entwickelt, hier klappt, schnappt es bei einer Berührung zusammen. 
Es ist nicht zu verwechseln mit der röhrenförmigen, aus den verwachsenen Basen der Staubblattbüschel gebildeten Columna, z. B. bei den Malvoideae, dem Androgynophor der Passionsblumengewächse oder dem Gynostegium der Seidenpflanzengewächse.